# Mark Baker (animador)
Mark Baker (nacido el 8 de abril de 1959, Londres) es un animador y productor inglés cuyos trabajos incluyen los cortometrajes nominados al Premio Óscar The Hill Farm (1988), The Village (1993) y Jolly Roger (1998).También es conocido por haber cocreado la serie infantil Peppa Pig (2004-presente) y Ben & Holly's Little Kingdom (2008-2013).

## Información
Contemporáneo de Nick Park en la Escuela Nacional de Cine y Televisión de Londres, Mark Baker ahora trabaja para Astley Baker Davies. Sus películas, The Hill Farm y Jolly Roger and The Village, fueron incluidas en el Animation Show of Shows. A lo largo de su carrera, Baker ha recibido nominaciones al Oscar por sus trabajos de cortometrajes animados. Emergió como animador en la década de 1970. Se sabe que dibuja con un estilo infantil, pero los significados subyacentes de su trabajo representan una visión del mundo sofisticada. Su película The Hill Farm (1988) recibió una nominación al Oscar, un BAFTA, el Gran Premio en el Festival de Animación de Annecy, los elogios del animador ruso Yuri Norstein, entre otros. Baker completó The Village para Channel 4 en 1993. En 1994, Baker se asoció con Neville Astley para crear la productora de Astley Baker, que más tarde se cambió por el nombre de Astley Baker Davies con la incorporación del productor Phil Davies. En 2003 participó en el proyecto colaborativo Winter Days de Kihachirō Kawamoto. Su creación animada más popular es Peppa Pig.

## Biografía
Mark Baker nació en Londres el 8 de abril de 1959. En su adolescencia, Baker comenzó a hacer películas animadas en 8 de milímetros. Luego continuó estudiando animación en el West Surrey College of Art and Design (ahora University for the Creative Arts) donde creó el cortometraje The Three Knights (1982). Luego continuó su carrera animando comerciales de televisión durante un año para Richard Purdum Productions. Baker luego se matriculó en la Escuela Nacional de Cine y Televisión, donde creó su cortometraje The Hill Farm (1988). Se graduó en 1989 y luego trabajó como animador y director independiente para varias compañías, incluidas TVC, Speedy Films, David Anderson Films y Pizazz Pictures.

## Preservación
El Archivo de Cine de la Academia ha conservado varias de las películas de Mark Baker, incluidas Jolly Roger, The Hill Farm y The Village.

## Premios y nominaciones
Premios Óscar
| Año  | Categoría                  | Película      | Resultado |
| ---- | -------------------------- | ------------- | --------- |
| 1990 | Mejor cortometraje animado | The Hill Farm | Nominado  |
| 1999 | Mejor cortometraje animado | Jolly Roger   | Nominado  |